# Leon Biedroński

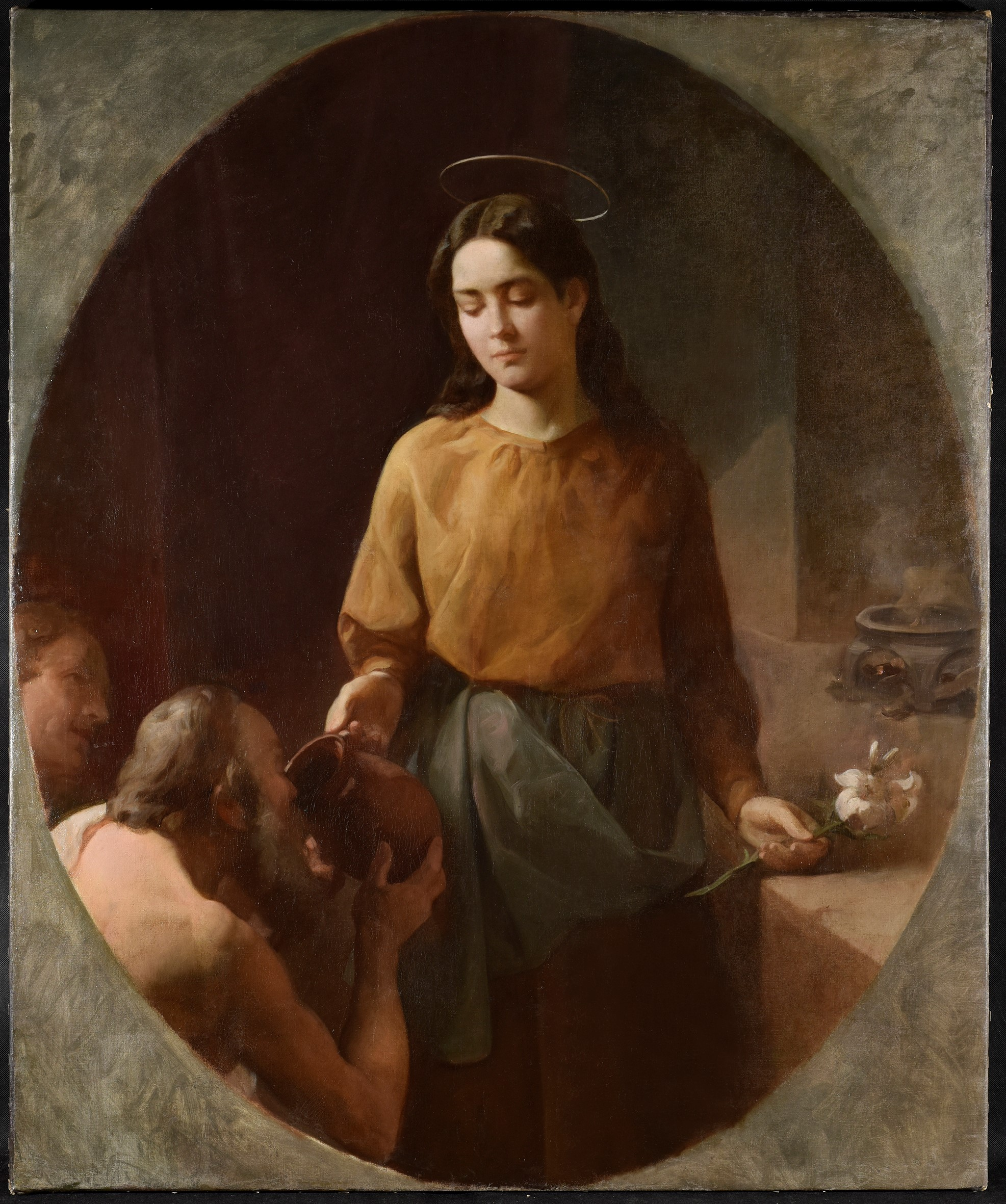
Leon Biedroński - Święta Zyta 1889

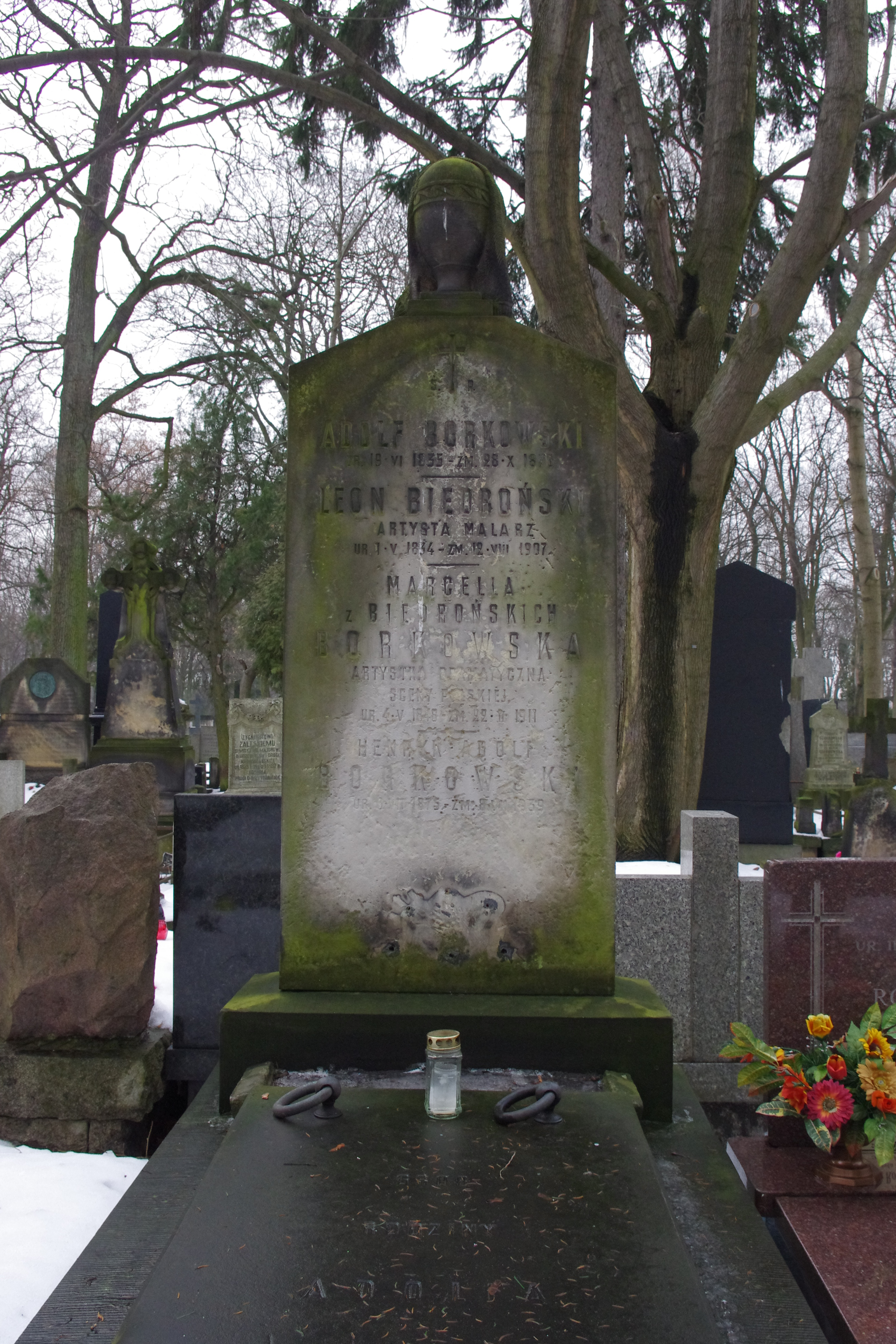
Grób Leona Biedrońskiego na cmentarzu Powązkowskim

Leon Biedroński (ur. 1 maja 1837 w Warszawie, zm. 12 sierpnia 1907) – malarz.

## Życiorys
W 1858 r. ukończył z odznaczeniem warszawską Szkołę Sztuk Pięknych. Podróżował w ramach stypendium do Rzymu i Florencji. W lach 1864-1868 przebywał w Paryżu. Jego obrazy były wystawiane w warszawskim Towarzystwie Zachęty Sztuk Pięknych w latach 1865-1891. Początkowo zajmował się malarstwem portretowym i rodzajowym, lecz późniejsze lata jego życia zdominowało malarstwo religijne. Krótko przed śmiercią zajmował się porządkowaniem i konserwacją galerii hr. Konstantego Zamojskiego w Kozłówce. Jego uczniami byli Bronisław Wiśniewski i Witold Merwege.
Pogrzeb Leona Biedrońskiego odbył się 15 sierpnia w kościele dolnym św. Krzyża. Pochowany został na cmentarzu Powązkowskim (kwatera 42-1-10).

## Dzieła
- Święty Łukasz i Święta Zyta - kościół św. Anny
- Przemienienie Pańskie - kościół Wszystkich Świętych
- Święty Józef - Kolegiata Przemienienia Pańskiego w Garwolinie
- Matka Boska Różańcowa - kościół Nawiedzenia Najświętszej Maryi Panny w Bobrownikach
- Portret aktora Jana Królikowskiego
- Portret Waleriana Mroczkowskiego
- Portret Konstantego Zamoyskiego